# 京急横浜自動車

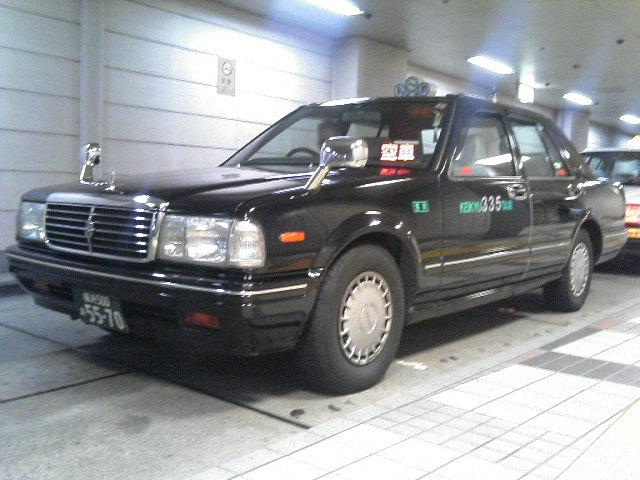
京急横浜自動車のタクシー

京急横浜自動車株式会社（けいきゅうよこはまじどうしゃ）は、横浜市港南区に本社を置く京急グループのタクシー会社。京浜急行電鉄100%出資の完全子会社である。
京急交通を中心とする6社7営業所で京急タクシーグループを形成する。京急横浜自動車の本社は、京急タクシーグループの本部内に置かれている。
黒塗りの車体に蛍光緑色で「KEIKYU TAXI」と書かれており、地元では「京急タクシー」の愛称で呼ばれている。

## 概要
1954年（昭和29年）8月21日、横浜交通株式会社として設立。1967年（昭和42年）10月に京急横浜自動車株式会社に社名変更した。
横浜市内で戦後に初めて開業したタクシー会社である。。なお、横浜市内で戦前から営業するタクシー会社としては神奈川都市交通（元東急グループ）がある。
営業エリアは、京急タクシーグループの公式サイトでは「みなとみらい・上大岡地区」と案内されており、横浜市鶴見区・神奈川区・西区・中区・南区・港南区・磯子区・金沢区の京急沿線を中心とする。
京急タクシーグループ全体で、運賃支払いに交通系ICカードが利用可能で、PASMO・Suicaのほか、交通系ICカード全国相互利用サービス対応カード（PiTaPaを除く）が利用できる。またグループ全体で京急プレミアポイントに加盟している。

## 本社・営業所
- 本社・営業所　横浜市港南区上大岡西3-11-15

以前は、横浜市神奈川区新町の本社・営業所、横浜市南区宿町の営業所があったが統合され、現在地へ移転した。
中型タクシー72両を保有する。